# Piotr Ferster
Piotr Andrzej Ferster (ur. 10 października 1953 w Krakowie) – polski artysta i manager kultury, w latach 1973–2010 dyrektor Piwnicy pod Baranami.

## Życiorys
Piotr Ferster jest absolwentem IX LO im. Zygmunta Wróblewskiego. Następnie ukończył studia na Akademii Muzycznej w Krakowie. Od 1971 był związany z Piwnicą Pod Baranami. Początkowo przychodził do kabaretu na przedstawienia, z czasem zaprzyjaźnił się z Piotrem Skrzyneckim. Od 1973 do stycznia 2010 był dyrektorem Piwnicy pod Baranami. Współorganizował cotygodniowe przedstawienia oraz okolicznościowe bale, jubileusze i widowiska historyczne, jak Wjazd Księcia Józefa Poniatowskiego do Krakowa, Hołd Pruski, Odtworzenie przysięgi Tadeusza Kościuszki, Święto Kopców, Noc paryska.
W latach 1977–1981 stale współpracował z Telewizją Kraków. W tym okresie był producentem wszystkich programów telewizyjnych dotyczących Piwnicy oraz organizował wszystkie zagraniczne trasy koncertowe zespołu. Był asystentem reżysera przy spektaklu telewizyjnym Żegnaj, Judaszu (1980) oraz współpracownikiem reżysera przy filmie dokumentalnym Przewodnik (1984). W 1996 wraz z Piotrem Skrzyneckim był współscenarzystą koncertu jubileuszowego z okazji 40-lecia Piwnicy pod Baranami.
Po śmierci Piotra Skrzyneckiego w 1997 „przejął ster prowadzenia kabaretu”. Jego odejście z kabaretu w 2010 było pokłosiem konfliktu z częścią zespołu i środowiska Piwnicy.
W 1994 wystąpił w filmie Jerzego Stuhra Spis cudzołożnic.
Założył impresariat artystyczny. Od 1996 jest managerem Grzegorza Turnaua. Współpracował także z Anną Szałapak, Beatą Rybotycką, Grupą pod Budą i Andrzejem Sikorowskim.

## Życie prywatne
Piotr Ferster jest synem inżyniera Mariana Ferstera i Teresy z domu Arens. Jego młodszym przyrodnim bratem jest Rafał Trzaskowski, który stwierdził, że „znalazł w osobie brata właściwie drugiego ojca”.

## Odznaczenia
- Złoty Krzyż Zasługi (2016)[12][13]